# Musculus obliquus externus abdominis
Der Musculus obliquus externus abdominis (lat. für „äußerer schräger Bauchmuskel“) entspringt abwechselnd mit den Zacken des Musculus serratus anterior und des Musculus latissimus dorsi von der fünften bis zwölften Rippe. Er zieht mit seiner Bauchsehne (Crus mediale) zur Linea alba und mit seiner Beckensehne (Crus laterale) zum Darmbein. Der Muskel bedeckt den unter ihm liegenden inneren schiefen Bauchmuskel (Musculus obliquus internus abdominis).
Zwischen seinen beiden Endsehnen liegt der äußere Leistenring.

## Funktion
Einseitig neigt der Musculus obliquus externus abdominis den Rumpf zur selben Seite und dreht ihn zur Gegenseite. Arbeiten die Muskeln beider Seiten zusammen, so bewirken sie die Beugung des Rumpfes und die Hebung des Beckens, weiterhin die Ausatmung und die Bauchpresse.

## Varietäten
Der Muskel kann mehr oder weniger Zacken haben. Außerdem kann es zu Verwachsungen mit dem Musculus serratus anterior und dem Musculus latissimus dorsi kommen. Hin und wieder wird der Obliquus auch von Zwischensehnen geteilt. Keine dieser Varietäten beeinträchtigt die Funktion des Muskels.